# Pink Friday: Roman Reloaded - The Re-Up
Pink Friday: Roman Reloaded – The Re-Up è il primo box set della cantante trinidadiana Nicki Minaj, pubblicata il 19 novembre 2012 dalle etichette Young Money, Cash Money e Universal Republic. È la ristampa del suo secondo album in studio, Pink Friday: Roman Reloaded (pubblicato nell'aprile dello stesso anno). È confezionato in un digipack di tre dischi: il primo contiene 8 nuove tracce (inclusi i singoli The Boys e Freedom), il secondo è un DVD contenente i dietro le quinte del Roman Reloaded Tour, mentre il terzo contiene l'album originale.
Appena dopo la sua pubblicazione, Pink Friday: Roman Reloaded – The Re-Up ha ricevuto recensioni miste dai critici musicali. Dall'album sono stati pubblicati due singoli ufficiali: The Boys e Freedom. Per supportare l'album ha intrapreso il Roman Reloaded Tour, ed ha cantato Freedom agli American Music Award.

## Produzione
Agli American Music Awards, Nicki ha detto "Metterò molte nuove canzoni nell'album, e penso che pubblicherò il mio nuovo singolo la prossima settimana. Barbz, vi piacerà un sacco. Vi farà impazzire!" La produzione dell'album è stato un punto focale nello special di E! Nicki Minaj: My Truth, andato in onda nel novembre 2012. L'artwork, raffigurante un'immagine del video di I Am Your Leader, è stato rivelato l'11 ottobre 2012.

## Singoli
- The Boys, una collaborazione con la cantante Cassie Ventura, è stato pubblicato come primo singolo del Re-Up il 13 settembre 2012. Negli Stati Uniti, la canzone è arrivata alla #41 della Billboard Hot R&B/Hip-Hop Songs. Il video del singolo è stato caricato sul canale VEVO della cantante il 18 ottobre 2012.
- il secondo singolo, Freedom, è stato pubblicato il 3 novembre 2012 ed è arrivato alla #31 nella Billboard Hot R&B/Hip-Hop Songs. Il video è stato mostrato per la prima volta il 19 novembre 2012 al 106 and Park.
- il 16 aprile 2013 è stato pubblicato il terzo singolo, High School. Il 2 aprile dello stesso anno è stato pubblicato il video musicale del brano.

### Altre canzoni
Il 9 aprile 2013 è stato pubblicato il video musicale del brano Up In Flames.

## Tracce
Disco 1
1. Up in Flames – 5:05 (Onika Maraj, Matthew Samuels, Zale Epstein, Stephen Kozmeniuk, Brett Ryan Kruger)
2. Freedom – 4:47 (Onika Maraj, Matthew Samuels, Matthew Burnett)
3. Hell Yeah (feat. Parker) – 4:11 (Onika Maraj, Parker Ighile)
4. High School (feat. Lil Wayne) – 3:38 (Onika Maraj, Dwayne Carter, Jr., Samuels, Tyler Williams)
5. I'm Legit (feat. Ciara) – 3:18 (Onika Maraj, Ester Dean, Melvin Hough II, Keith Thomas, Rivelino Raoul Wouter)
6. I Endorse These Strippers (feat. Tyga & Brinx) – 4:22 (Onika Maraj, Michael Foster, Jawara Headley, Jordan Houston, Michael Stevenson)
7. The Boys (feat. Cassie) – 4:08 (Onika Maraj, Jonas Jeberg, Jean Baptiste, Lillianna Saldaña, Anjulie Persaud)
8. Va Va Voom – 3:03 (Onika Maraj, Lukasz Gottwald, Allan Grigg, Max Martin, Henry Walter)

Disco 2
Disco 3

## Classifiche
| Classifica (2012) | Posizione massima |
| ----------------- | ----------------- |
| Belgio (Fiandre)  | 84                |
| Belgio (Vallonia) | 118               |
| Francia           | 80                |
| Nuova Zelanda     | 21                |
| Paesi Bassi       | 79                |
| Spagna            | 97                |
| Stati Uniti       | 27                |

## Date di pubblicazione
| Paese       | Data             | Formati                   | Etichette                                |
| ----------- | ---------------- | ------------------------- | ---------------------------------------- |
| Stati Uniti | 19 novembre 2012 | CD/DVD, download digitale | Universal Music, Young Money, Cash Money |
| Canada      | 19 novembre 2012 | CD/DVD, download digitale | Universal Music, Young Money, Cash Money |
| Regno Unito | 19 novembre 2012 | CD/DVD, download digitale | Universal Island, Cash Money             |
| Giappone    | 19 novembre 2012 | CD/DVD, download digitale | Republic                                 |
| Francia     | 26 novembre 2012 | CD/DVD, download digitale | Def Jam Recordings                       |
| Polonia     | 27 novembre 2012 | CD/DVD, download digitale | Universal Music Polska                   |
| Spagna      | 27 novembre 2012 | CD/DVD, download digitale | Universal Music Spain                    |
| Malaysia    | 18 dicembre 2012 | CD/DVD, download digitale | Universal Music Malaysia                 |